# Кубок СССР по волейболу среди мужчин
Кубок СССР по волейболу разыгрывался с 1950 до 1991 годы, кроме 1954—1971, 1975 и 1979 годов. Являлся одним из самых массовых волейбольных соревнований в СССР.

## История
В 1950—1952 годах розыгрыш Кубка СССР проводился по олимпийской системе в одном городе, впоследствии матчи предварительного этапа турнира проходили в различных городах СССР. В 1953 году в полуфинале и финале Кубка СССР участвовали 4 команды, матчи игрались по системе с выбыванием. С 1972 года на всех этапах розыгрыша Кубка стала применяться круговая система.
В 1951 и 1952 годах в розыгрыше Кубка СССР участвовали клубные команды Москвы и Ленинграда и сборные союзных республик. В остальные годы в соревновании выступали только клубные команды.
В первых розыгрышах Кубка, состоявшихся в начале 1950-х годов, побеждали сильнейшие советские команды — московское «Динамо» и ЦДКА. Начиная с 1972 года, когда после длительного перерыва соревнования на Кубок СССР были возобновлены, его обладателями становились 10 разных клубов. Победа гомельского «Промстроя» является единственным случаем в истории, когда Кубок СССР достался команде не из высшей, а из первой лиги чемпионата страны.

## Призёры
| №     | Год  | Место проведения финального этапа | 1-е место                  | 2-е место                     | 3-е место                              |
| ----- | ---- | --------------------------------- | -------------------------- | ----------------------------- | -------------------------------------- |
| I     | 1950 | Москва                            | «Динамо» (Москва)          | ОДО (Ленинград)               | «Спартак» (Киев) «Локомотив» (Тбилиси) |
| II    | 1951 | Днепропетровск                    | «Динамо» (Москва)          | Грузинская ССР                | «Спартак» (Москва) Украинская ССР      |
| III   | 1952 | Минск                             | «Динамо» (Москва)          | ВВС МВО                       | Украинская ССР ВММА (Ленинград)        |
| IV    | 1953 | Иваново                           | ЦДКА (Москва)              | «Спартак» (Киев)              | ВММА (Ленинград) «Локомотив» (Тбилиси) |
| V     | 1972 | Сочи                              | МВТУ (Москва)              | «Локомотив» (Киев)            | «Радиотехник» (Рига)                   |
| VI    | 1973 | Сочи                              | «Локомотив» (Киев)         | СКА (Ростов-на-Дону)          | ДСК (Харьков)                          |
| VII   | 1974 | Сочи                              | СКА (Ростов-на-Дону)       | ОдТИЛ (Одесса)                | «Динамо» (Москва)                      |
| VIII  | 1976 | Сочи                              | ЧГС (Одесса)               | СКА (Ростов-на-Дону)          | СКА (Винница)                          |
| IX    | 1977 | Сочи                              | «Промстрой» (Гомель)       | «Локомотив» (Киев)            | «Динамо» (Ташкент)                     |
| X     | 1978 | Севастополь                       | «Мотор» (Минск)            | «Динамо» (Московская область) | ЧГС (Одесса)                           |
| XI    | 1980 | Волгоград                         | ЦСКА (Москва)              | «Куроаппаратура» (Вильнюс)    | «Локомотив» (Харьков)                  |
| XII   | 1981 | Севастополь                       | МВТУ (Москва)              | «Мотор» (Минск)               | «Каспий» Шевченко                      |
| XIII  | 1982 | Москва                            | ЦСКА (Москва)              | «Локомотив» (Харьков)         | «Искра» (Одинцово)                     |
| XIV   | 1983 | Черкассы                          | «Автомобилист» (Ленинград) | «Радиотехник» (Рига)          | «Локомотив» (Киев)                     |
| XV    | 1984 | Москва                            | ЦСКА (Москва)              | «Радиотехник» (Рига)          | «Динамо» (Московская область)          |
| XVI   | 1985 | Москва                            | ЦСКА (Москва)              | «Динамо» (Московская область) | «Автомобилист» (Ленинград)             |
| XVII  | 1986 | Черкассы                          | «Искра» (Одинцово)         | «Радиотехник» (Рига)          | «Автомобилист» (Ленинград)             |
| XVIII | 1987 | Черкассы                          | «Искра» (Одинцово)         | СКА (Минск)                   | «Автомобилист» (Ленинград)             |
| XIX   | 1988 | Киев                              | «Локомотив» (Киев)         | «Автомобилист» (Ленинград)    | «Динамо» (Московская область)          |
| XX    | 1989 | Донецк                            | «Автомобилист» (Ленинград) | «Север» (Новосибирск)         | «Динамо» (Московская область)          |
| XXI   | 1990 | Ленинград                         | «Локомотив» (Киев)         | ЦСКА (Москва)                 | «Радиотехник» (Рига)                   |
| XXII  | 1991 | Белгород                          | СКА (Алма-Ата)             | «Самотлор» (Нижневартовск)    | «Искра» (Одинцово)                     |

## Обладатели Кубка
- ЦСКА — 5
- «Динамо» (Москва) — 3
- «Локомотив» (Киев) — 3
- МВТУ — 2
- «Автомобилист» — 2
- «Искра» — 2
- СКА (Ростов-на-Дону) — 1
- ЧГС — 1
- «Промстрой» — 1
- «Мотор» — 1
- СКА (Алма-Ата) — 1